# Храм Пророка Илии (Бобруйск)
Храм Пророка Илии (бел. Храм Прарока Ільі) — православная церковь в городе Бобруйске, на территории ландшафтного памятника природы Луковая Гора. Храм был построен в 1893 году в деревне Кулешовка Климовичского района Могилёвской области и перенесён в Бобруйск в 2004 году, где заново освящён в 2013 году. Памятник деревянного зодчества с элементами русского стиля, входит в Государственный список историко-культурных ценностей Республики Беларусь.

## История

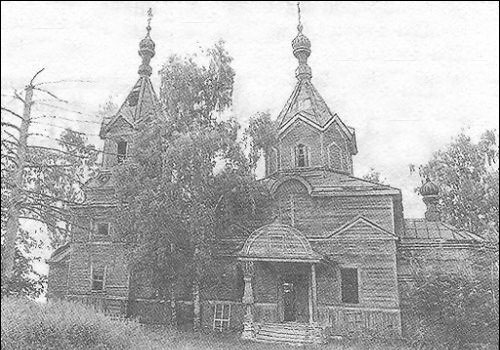
Церковь в д. Кулешовка

### Предыстория
Исторические данные свидетельствуют о том, что храм Пророка Илии существовал в Бобруйске уже с начала XVI века (известен с 1614 года). Согласно архивным документам, строительные материалы храма были использованы наряду с материалами городского Успенского храма для строительства местной кладбищенской церкви. Датируется разборка храма предположительно периодом около 1811 года, во время строительства Бобруйской крепости, так как именно в этом году действительно было начато возведение церкви во имя Успения Божией Матери на местном кладбище, которое прекратилось в 1812 году. Дальнейшее строительство состоялось благодаря письму-ходатайству инженер-полковника Розенмарка от 29 мая 1820 года, адресованного архиепископу Минскому и Литовскому, Священно Архимандриту Слуцкого Троицкого монастыря Анатолию. Уже 8 июля того же года разрешение было получено, итогом чего стала построенная на кладбище Розенмарком церковь во имя Св. мученицы Софии.

### Современный храм
История современного бобруйского храма берёт начало в 2000 году, когда в день памяти пророка Илии состоялось освящение креста и места под строительство новой церкви. В этом же году руководство Белорусской железной дороги по просьбе приходского совета выделило пассажирский вагон. 6 сентября 2000 года, по благословению архиепископа Могилёвского и Мстиславского Максима, состоялось освящение престола к малому храму, расположенному в вагоне, иерейским чином. В освящении престола приняли участие благочинный Бобруйского округа протоиерей Геннадий Вейго, клирик храма протоиерей Андрей Мильто и клирики епархии. В 2002 году состоялось посещение прихода митрополитом Минским и Слуцким Филаретом.
Концом 2003 года датируется завершение возведения фундамента под храм, который должен был быть перенесён из деревни Кулешовка Климовичского района Могилёвской области, где он находился в центре поселения. Храм был построен из дерева в 1893 году вместо старой церкви, открытой не позднее 1880 года. Вслед за закрытием церкви в 1959 году последовали её упадок и запустение. В 2004 году, по благословению епископа Софрония и по согласованию с руководством Климовичского района и администрацией города Бобруйска, храм из деревни был перевезён. Начало сборки церкви относится к весне, ко времени после праздника Пасхи, завершение, в том числе и возведение крыши над срубом, — к концу июля. Благодаря этому в перенесённом храме отслужили первую Божественную литургию на престольный праздник 2 августа. В 2003 и 2004 годах престольный праздник храма посещал епископ Могилёвский и Мстиславский Софроний. Престол восстанавливаемого храма был освящён 2 августа 2013 года Преосвященным Серафимом, епископом Бобруйским и Быховским.
На данный момент в храме хранятся мощи святого праведного Иоанна Кормянского и частицы мощей преподобных старцев Оптинских. В воскресной школе, организованной при церкви, учатся около 30 учеников; на приходе работает театральный кружок, при церкви есть библиотека. Настоятелем является иерей Виктор Смычник, который проводит пастырскую работу в воспитательно-трудовой колонии ВТК-2. Например, каждую неделю организовываются духовно-просветительские беседы с осуждёнными, а также проводятся регулярные богослужения в домовой церкви преподобного Сергия Радонежского. В последней на престольный праздник 18 июля 2007 года провёл божественную литургию епископ Серафим. В состав причта также входит иерей Александр Чилей.

## Архитектура
На момент переноса церковь являлась памятником русского стиля. Решение для неё было найдено в каноничной четырёхчастной композиции, состоящей из притвора, бабинца, молитвенного зала и пятигранной апсиды с небольшими боковыми гранёнными ризницами. Над кубовидным объёмом молитвенного зала был возведён восьмигранный световой барабан, над притвором — восьмериковая звонница. Завершением барабана и звонницы служили островерхие шатры с маковками, являвшиеся вертикальными доминантами постройки. Луковичная главка присутствовала и над апсидой. Сомкнутый восьмигранный свод храма служил перекрытием центральному двухсветному пространству, господствующему в интерьере церкви. Над главным и двумя боковыми входами, оформленными большими крыльцами, были возведены фигурные фронтоны на массивных резных столбах. Характерной чертой архитектуры храма в целом и пластики его фасадов в частности являлась насыщенность, обогащённость резным декором (резьбой), в который включают крепованные (разорванные) карнизы и разнообразную шалёвку. Последняя была представлена вертикальной шалёвкой на цоколе, фризе и аттике и горизонтальной на стенах, в простенках.
Церковь из деревни Кулешовка Климовичского района, ул. Сикорского, 38 в Бобруйске —  Историко-культурная ценность Республики Беларусь, .

## Комментарии
1. ↑  По другим сведениям, никаких данных о нём не сохранилось. См.: Памяць: Гіст. дакум. хроніка Бабруйска. — Минск: Вышэйшая школа, 1995. — С. 117. — 756 с. — ISBN 5-339-00941-6.
2. ↑  Иногда указывается кубичный основной сруб, пятигранная апсида, бабинец и дополнительный объём. См.: Габрусь Т. В. Царква // Збор помнікаў гісторыі і культуры Беларусі. Магілёўская вобласць. — Минск: БелСЭ, 1986. — С. 238. — 408 с. — 5500 экз.
3. ↑  Иногда указывается, что над бабинцем. См.: Габрусь Т. В. Царква // Збор помнікаў гісторыі і культуры Беларусі. Магілёўская вобласць. — Минск: БелСЭ, 1986. — С. 238. — 408 с. — 5500 экз.